# Жозуе Пескейра
Жозуе Пескейра (порт. Josué Pesqueira, нар. 17 вересня 1990, Ермезінде) — португальський футболіст, півзахисник бразильського клубу «Куритиба».

## Клубна кар'єра
Народився 17 вересня 1990 року в місті Ермезінде. Вихованець юнацьких команд футбольних клубів «Падроенсі», «Кандал» та «Порту».
У дорослому футболі дебютував 2009 року виступами на умовах оренди за команду клубу «Спортінг» (Ковільян), в якій взяв участь лише у 5 матчах чемпіонату. Протягом 2010 року також як орендований гравець захищав кольори команди клубу «Пенафіел».
Своєю грою за останню команду привернув увагу представників тренерського штабу нідерландського «ВВВ-Венло», до складу якого знов таки на умовах річної оренди приєднався 2010 року.
2011 року уклав контракт з клубом «Пасуш ді Феррейра», у складі якого провів наступні два роки своєї кар'єри гравця. Більшість часу, проведеного у складі клубі, був основним гравцем команди.
До складу клубу «Порту» повернувся 2013 року. Проте вже влітку 2014 року був відданий в оренду до турецького «Бурсаспора». У Туреччині протягом 1,5 сезонів був стабільнім гравцем основного складу. На початку 2016 року повернувся на батьківщину, проте керівництво тренерського штабу «Порту» не зацікавив і знову був відданий в оренду, цього разу до «Браги». де провів півроку. Влітку 2016 знову став гравцем турецького клубу — був орендований «Галатасараєм».

## Виступи за збірні
2009 року дебютував у складі юнацької збірної Португалії, взяв участь у 3 іграх на юнацькому рівні.
Протягом 2009—2012 років залучався до складу молодіжної збірної Португалії. На молодіжному рівні зіграв у 20 офіційних матчах, забив 6 голів.
2013 року дебютував в офіційних матчах у складі національної збірної Португалії. Наразі провів у формі головної команди країни 4 матчі.
| Дата       | Місто   | Господарі  | Результат | Гості      | Турнір            | Голи | Примітки |
| ---------- | ------- | ---------- | --------- | ---------- | ----------------- | ---- | -------- |
| 11-10-2013 | Лісабон | Португалія | 1 – 1     | Ізраїль    | Відбір до ЧС 2014 | -    | 69'      |
| 15-10-2013 | Коїмбра | Португалія | 3 – 0     | Люксембург | Відбір до ЧС 2014 | -    | 49'      |
| 15-11-2013 | Лісабон | Португалія | 1 – 0     | Швеція     | Відбір до ЧС 2014 | -    | 78'      |
| 5-3-2014   | Лейрія  | Португалія | 5 – 1     | Камерун    | товариський матч  | -    | 87'      |
| Усього     |         | Матчів     | 4         |            | Голів             | 0    |          |

## Досягнення
- Володар Кубка Португалії (1):

«Брага»: 2015-16
- Володар Суперкубка Португалії (1):

«Порту»: 2013
- Володар Суперкубка Туреччини (1):

«Акхісар Беледієспор»: 2018
- Володар Кубка Ізраїлю (1):

«Хапоель» (Беер-Шева): 2019–20
- Володар Кубка Польщі (1):

«Легія»: 2022–23
- Володар Суперкубка Польщі (1):

«Легія»: 2023